# Филибер, Николя
Николя Филибер (фр. Nicolas Philibert; родился 10 января 1951, Нанси, Мёрт и Мозель, Франция) — французский режиссёр-документалист и актёр. Известен в первую очередь благодаря документальному фильму 2023 года «На Адаманте», получившему «Золотого медведя» на 73-м Берлинском кинофестивале. Лауреат приза Луи Деллюка (2002), премии «Сезар» за лучший монтаж (2003), премии Национального общества кинокритиков США за лучший документальный фильм (2003), премии Европейской киноакадемии за лучший документальный фильм (2002).